# Underwood-Petersville
Underwood-Petersville es un lugar designado por el censo ubicado en el condado de Lauderdale en el estado estadounidense de Alabama. En el año 2000 tenía una población de 3137 habitantes y una densidad poblacional de 201 personas por km².

## Demografía
En el 2000 la renta per cápita promedia del hogar era de $37,159, y el ingreso promedio para una familia era de $45,212. El ingreso per cápita para la localidad era de $17,461. Los hombres tenían un ingreso per cápita de $35,301 contra $21,129 para las mujeres.

## Geografía
Underwood-Petersville se encuentra ubicado en las coordenadas 34°52′20″N 87°41′33″O / 34.87222, -87.69250. Según la Oficina del Censo, la localidad tiene un área total de 15,6 km² (6 mi²), de la cual 15,6 km² (6 mi²) es tierra y 0 km² (0 mi²) (0.0%) es agua.